# زبرپردگان
زبرپردگان(نام علمی: Hymenochaetaceae) نام یک تیره از راسته زبرپرده‌سانان است.